# Радаев, Максим Александрович
Максим Алекса́ндрович Рада́ев (род. 19 марта 1968, Москва) — советский и российский художник, режиссёр, продюсер, педагог, член Союза кинематографистов России.

## Биография
Максим Радаев родился в Москве. Отец — учёный, военный переводчик, мать — преподаватель французского языка в институте. Учился в художественной и музыкальной школах.
С 1986 года Максим Радаев начинает работать в студии «Мульттелефильм» Творческого объединения «Экран», где попадает в группу Александра Татарского и Игоря Ковалева. Принимает участие в создании мультфильмов «Крылья, ноги и хвосты», «Следствие ведут Колобки», «Его жена курица» в качестве художника.
С 1989 года работает художником-мультпликатором и режиссёром на студии мультипликационных фильмов «Пилот».
В 1990 году Максим Радаев поступает во ВГИК им. С. А. Герасимова на режиссёрский факультет (мастерская игрового кино С. А. Соловьёва, В. Д. Рубинчика).
Одновременно с учёбой с 1991 по 1996 год работает режиссёром в детской редакции Российского телевидения, потом переходит в редакцию музыкально-развлекательного вещания, где начинает активно снимать развлекательные программы, рекламные ролики и музыкальные клипы. Принимает участие в оформлении межпрограммного пространства канала.
С 1993 по 2005 год — Максим Радаев сотрудничает с рекламными агентствами и студиями, создает как продюсер и режиссёр более ста рекламных роликов и музыкальных клипов.
С 2004 по 2006 год — работает режиссёром-постановщиком и вторым режиссёром на сериалах.
В 2008 году Максим Радаев создает Творческое объединение «Простое кино», художественным руководителем которого является по настоящее время.
С 2011 года преподаёт во ВГИКе на режиссёрском факультете, с 2021 года в мастерской Народного артиста России, профессора В.И.Хотиненко. Доцент, также занимается в качестве заместителя начальника учебного управления  организацией студенческого фильмопроизводства (более 100 проектов в год).

## Фильмография
- 1985 — «Крылья, ноги и хвосты» (анимационный фильм) — художник, Творческое объединение «Экран»
- 1986 — «Следствие ведут Колобки» (анимационный фильм) — художник, Творческое объединение «Экран»
- 1987 — «Разрешите пройти» (анимационный фильм) — художник, Творческое объединение «Экран»
- 1987 — «Следствие ведут Колобки 2» (анимационный фильм) — художник, Творческое объединение «Экран»
- 1988 — «Гром не грянет» (анимационный фильм) — художник, Творческое объединение «Экран»
- 1988 — «Правитель Турропуто» (анимационный фильм) — художник, Творческое объединение «Экран»
- 1989 — «Наваждение» (анимационный фильм) — художник-мультипликатор, Творческое объединение «Экран»
- 1989 — «Его жена курица» (анимационный фильм) — художник, студия «Пилот»
- 1991 — «Лифт 2», 10 этаж,  новелла «Бег» (анимационный фильм) — режиссёр-постановщик, художник, студия «Пилот»
- 1992 —  «Лифт 4», 16 этаж, новелла «Хочу быть свободным» (анимационный фильм) — режиссёр-постановщик, студия «Пилот»
- 1992 — «Праздник каждый день» (цикл телевизионных спектаклей) — режиссёр-постановщик, сценарист, студия «Детство» Российского телевидения
- 1992 — «Рек-тайм» (телевизионная программа о рекламном бизнесе) — режиссёр, редакция музыкально-развлекательного вещания, Российское телевидение
- 1993 — «Полнолуние» (цикл передач о культуре с В. Верником) — режиссёр, редакция музыкально-развлекательного вещания, Российское телевидение
- 1993 — «25 рублей» — ВГИК им. С. А. Герасимова, режиссёр-постановщик
- 1995 — «Мыльный пузырь» (музыкальный фильм по мотивам оперы Россини «Севильский цирюльник») — режиссёр-постановщик
- 1999 — «По Острову Свободы» (документальный) — режиссёр-постановщик, оператор, Творческое объединение «Реклам-фильм»
- 2004 — «Здравствуйте, мы — ваша крыша!» — режиссёр, Кинокомпания «Русское Счастье Энтертеймент»
- 2005 — «Первый путь» (сериал) — режиссёр-постановщик, Студия «АЯ»
- 2008 — «Семь раз отмерь» — режиссёр-постановщик, Творческое объединение «Простое кино»
- 2009 — «В лунном сияньи» — режиссёр-постановщик, Творческое объединение «Простое кино»
- 2009 — «Видеопробы № 5» — режиссёр-постановщик, Творческое объединение «Простое кино»
- 2010 — «Всё впереди» — режиссёр-постановщик, Творческое объединение «Простое кино»
- 2010 — «Поездка в Кинешму» — режиссёр-постановщик, Творческое объединение «Простое кино»
- 2011 — «Если я упаду» — продюсер, режиссёр-постановщик, Творческое объединение «Простое кино»
- 2012 — «Двое» — продюсер, Творческое объединение «Простое кино»
- 2016 — "Колыбель" - исполнительный продюсер, ВГИК (режиссер А. Сухонин)
- 2016 — «Найти своих» —  продюсер, режиссёр-постановщик, совместное производство ВГИК и Творческое объединение «Простое кино»
- 2021 — "Такое бывает..." -  исполнительный продюсер, ВГИК (режиссер К. Касаткина)
- 2021 — "Check out 12:00" -  исполнительный продюсер, ВГИК (режиссер З. Кагно)
- 2021 — "Сдаваться не собираюсь" - генеральный продюсер, режиссер-постановщик, Творческое объединение «Простое кино»
- 2021 — "Когда приедет мистер Пип?" - режиссер-постановщик, Творческое объединение "Простое кино"
- 2023 — "Снайпер" - режиссер-постановщик, ВГИК, Творческое объединение "Простое кино
- 2024  - "С.Н.Г. братан!" - ВГИК, продюсер пред-продакшн (режиссер А. Дуплякин)
- 2024 - "Цирк счастья" - ВГИК, продюсер пред-продакшн (режиссер М.Блажески)
- 2025 - Киноальманах "Сто двадцать дней после детства", ВГИК, креативный продюсер
- 2025 - "Аркадий заходит!" - генеральный продюсер, режиссер, игровой художественный фильм, созданный с использованием нейросети (в производстве), Творческое объединение "Простое кино"
- М. Радаев на сайте ВГИКа